# Coppa Principessa di Piemonte 1933
La Coppa Principessa di Piemonte 1933 è stata una corsa automobilistica di velocità su strada.
Disputata l'8 aprile 1933 su un percorso stradale con partenza e arrivo a Napoli, dopo aver attraversato Molise, Puglia e Basilicata, per un totale di 787 chilometri, venne vinta da Gianfranco Comotti e Nando Barbieri su Alfa Romeo 8C 2600 che coprirono l'intera distanza in 8 ore 40 minuti 34 secondi 2 centesimi alla velocità media di 89,901 chilometri orari.

## Categorie

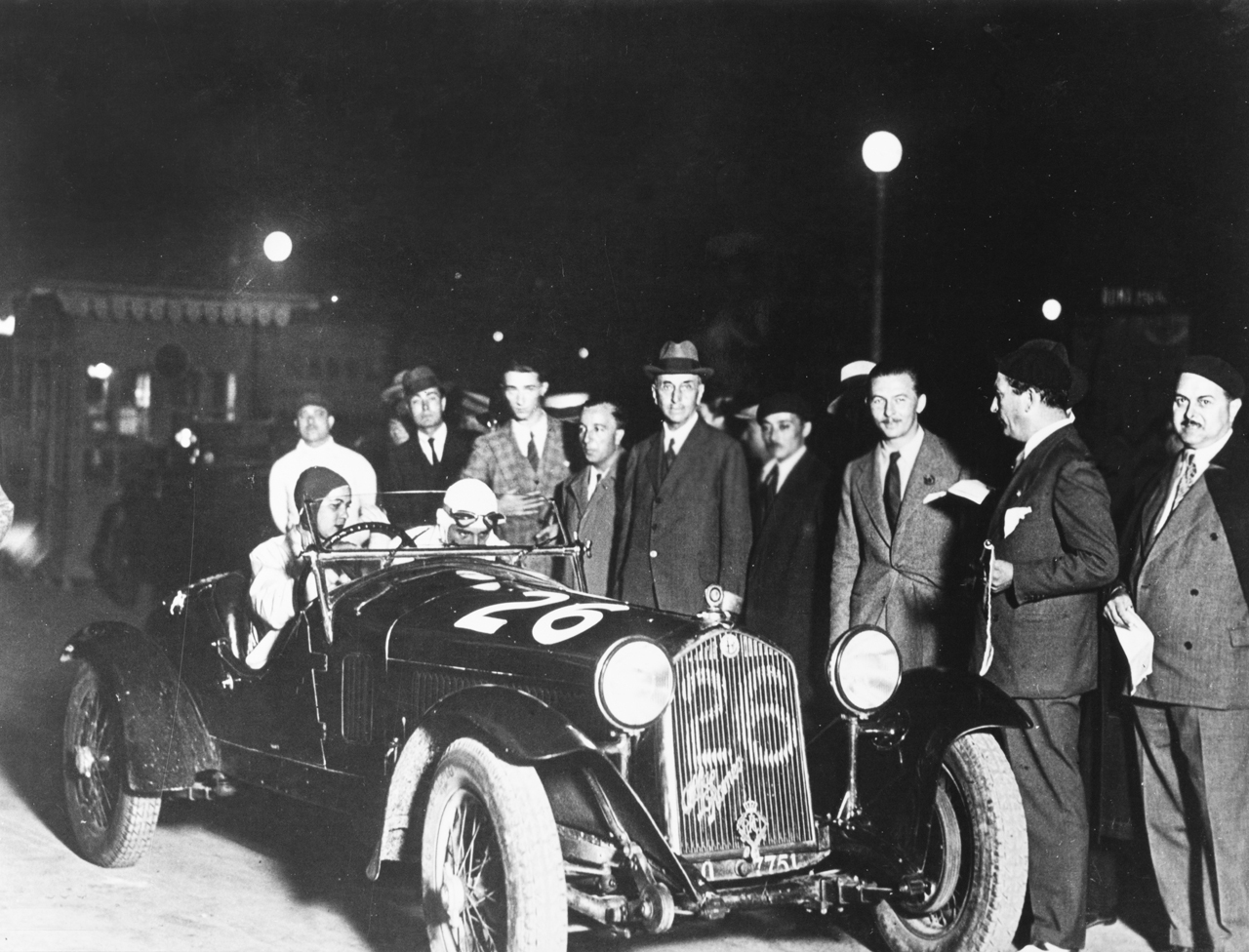
Peduzzi, Alfa Romeo 6C 1500 Testa Fissa

Le vetture erano suddivise in classi in base alla cilindrata e all'eventuale utilizzo del compressore.
| Sigla  | Cilindrata                     |
| ------ | ------------------------------ |
| +2.0   | Oltre 2000 cc                  |
| 2.0    | Entro 2000 cc                  |
| 1.5    | Entro 1500 cc                  |
| VC+1.1 | Oltre 1100 cc (vetture chiuse) |
| S1.1   | Entro 1100 cc Sport            |
| 1.1    | Entro 1100 cc                  |

## Percorso
La gara si disputò sul Circuito delle Province Meridionali, un percorso stradale sviluppato sulle strade di Campania, Molise, Puglia e Basilicata. Si partì da Napoli verso Salerno, Potenza, Bari, Foggia, Campobasso, Benevento per arrivare nuovamente a Napoli dopo 787 chilometri.

## Gara

### Risultati
Risultati della corsa. Di 31 equipaggi partiti se ne classificarono 16.
| Pos | Classe | Equipaggio                        | Scuderia           | Vettura            | Tempo /Ritiro |
| --- | ------ | --------------------------------- | ------------------ | ------------------ | ------------- |
| 1   | +2.0   | Gianfranco Comotti Nando Barbieri | Iscrizione privata | Alfa Romeo 8C 2600 | 8h40'34"200   |
| 2   | +2.0   | Felice Bonetto                    | Iscrizione privata | Alfa Romeo 8C 2600 | 8h42'43"600   |
| 3   | +2.0   | Nino Farina Domenico Jovanella    | Iscrizione privata | Alfa Romeo 8C 2300 | 8h55'45"800   |
| 4   | +2.0   | Carraroli Mambelli                |                    | Alfa Romeo 8C 2600 | 9h00'29"200   |
| 5   | +2.0   | Strazza                           |                    | Lancia             | 9h01'14"600   |
| 6   | 2.0    | Bellucci Nappi                    |                    | Maserati           | 9h15'22"800   |
| 7   | 2.0    | Galeazzi Gazzabini                |                    | Alfa Romeo 6C 1750 | 9h15'44"400   |
| 8   | 1.5    | Tuffanelli                        |                    | Maserati           | 9h16'43"600   |
| 9   | 1.5    | Marocchina Rastelli               |                    | Alfa Romeo 6C 1500 | 9h22'48"200   |
| 10  | +2.0   | Auricchio Fontana                 |                    | Alfa Romeo 8C 2300 | 9h24'55"000   |
| 11  | 1.5    | Amato                             |                    | Maserati           | 9h27'54"800   |
| 12  | +2.0   | Clemente Biondetti Lami           |                    | MB Special         | 9h41'52"000   |
| 13  | VC+1.1 | Borrelli Ricci                    |                    | Alfa Romeo 6C 1750 | 10h28'22"600  |
| 14  | 1.1    | Forquet                           |                    | Fiat 508 Balilla   | 11h46'48"200  |
| 15  | S1.1   | Bellotti Apruzzi                  |                    | Fiat 508 Balilla   | 11h58'26"000  |
| 16  | 1.1    | Russo                             |                    | Fiat 508 Balilla   | 12h25'29"600  |